# Ixia pumilio
Ixia pumilio là một loài thực vật có hoa trong họ Diên vĩ. Loài này được Goldblatt & Snijman miêu tả khoa học đầu tiên năm 1985.